# كأس إيطاليا 1963–64
كأس إيطاليا 1963–64 (بالإيطالية: Coppa Italia 1963-1964)‏ هو الموسم 17 من كأس إيطاليا. أقيم خلال الفترة 9 سبتمبر 1963 وحتى 1 نوفمبر 1964، وأشرف على تنظيمه Lega Nazionale Professionisti ‏، وكان عدد الأندية المشاركة فيه 38، وفاز فيه نادي روما.